# 索萊達德 (南里約格朗德州)

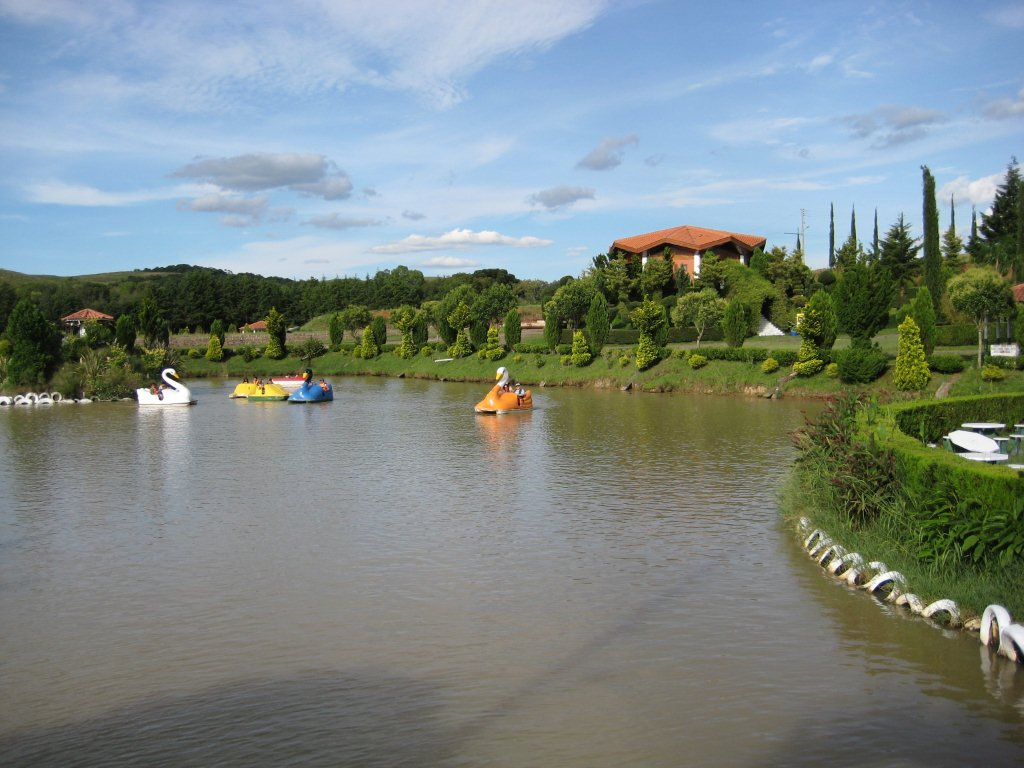
索萊達德

索萊達德（葡萄牙語：Soledade）是巴西的城鎮，位於該國南部，由南里奧格蘭德州負責管轄，始建於1875年3月29日，面積1,213平方公里，海拔高度726米，2010年人口30,065人，人口密度每平方公里24.78人。